# Riksväg 41
Der Riksväg 41 ist eine schwedische Fernverkehrsstraße in Hallands län und Västra Götalands län.

## Verlauf
Die Straße führt von Varberg am Kattegat nach Nordosten, kreuzt dabei zunächst den Europaväg 6  und folgt im Wesentlichen dem Fluss Viskan über Kinna, wo sie den Länsväg 156 kreuzt, und führt weiter nach Borås. Dort endet sie am hier autobahnartig ausgebauten Riksväg 40.
Die Länge der Straße beträgt rund 91 km.

## Geschichte
Die Straße trägt ihre derzeitige Nummer seit dem Jahr 1962.